# Canton de Saint-Brieuc-2
Le canton de Saint-Brieuc-2 est une circonscription électorale française du département des Côtes-d'Armor.

## Histoire
Un nouveau découpage territorial des Côtes-d'Armor entre en vigueur à l'occasion des élections départementales de mars 2015, défini par le décret du 13 février 2014, en application des lois du 17 mai 2013 (loi organique 2013-402 et loi 2013-403). Les conseillers départementaux sont, à compter de ces élections, élus au scrutin majoritaire binominal mixte. Les électeurs de chaque canton élisent au Conseil départemental, nouvelle appellation du Conseil général, deux membres de sexe différent, qui se présentent en binôme de candidats. Les conseillers départementaux sont élus pour 6 ans au scrutin binominal majoritaire à deux tours, l'accès au second tour nécessitant 12,5 % des inscrits au 1er tour. En outre la totalité des conseillers départementaux est renouvelée. Ce nouveau mode de scrutin nécessite un redécoupage des cantons dont le nombre est divisé par deux avec arrondi à l'unité impaire supérieure si ce nombre n'est pas entier impair, assorti de conditions de seuils minimaux. Dans les Côtes-d'Armor, le nombre de cantons passe ainsi de 52 à 27.
Le canton est entièrement inclus dans l'arrondissement de Saint-Brieuc. Le bureau centralisateur est situé à Saint-Brieuc.

## Représentation
| Période élective | Période élective | Mandat | Mandat   | Identité          | Nuance | Nuance | Qualité |
| ---------------- | ---------------- | ------ | -------- | ----------------- | ------ | ------ | --- |
| 2015             | 2021             | 2015   | 2021     | Nadège Langlais   |        | PS     | Collaboratrice du député Michel Lesage (2012-2017)                                                                |
| 2015             | 2021             | 2015   | 2021     | Christian Provost |        | DVG    | Conseiller général du canton de Saint-Brieuc-Sud (1994-2015)                                                      |
| 2021             | 2028             | 2021   | en cours | Ludovic Gouyette  |        | DVG    | Employé de commerce, conseiller municipal de Saint-Brieuc 9ème vice-président délégué à la Jeunesse et aux Sports |
| 2021             | 2028             | 2021   | en cours | Nadège Langlais   |        | PS     | Employée administrative pour les espaces verts Conseillère sortante                                               |

### Résultats détaillés

#### Élections de mars 2015
À l'issue du 1er tour des élections départementales de 2015, deux binômes sont en ballottage : Nadège Langlais et Christian Provost (PS, 33,34 %) et Christian Daniel et Françoise Pellan (DVD, 31,83 %). Le taux de participation est de 49,83 % (7 695 votants sur 15 444 inscrits) contre 56,24 % au niveau départementalet 50,17 % au niveau national.
Au second tour, Nadège Langlais et Christian Provost (PS) sont élus avec 53,13 % des suffrages exprimés et un taux de participation de 48,87 % (3 631 voix pour 7 547 votants et 15 444 inscrits).
Christian Provost a quitté le PS. Il siège comme "sans étiquette".

#### Élections de juin 2021
Le premier tour des élections départementales de 2021 est marqué par un très faible taux de participation (33,26 % au niveau national). Dans le canton de Saint-Brieuc-2, ce taux de participation est de 31,45 % (4 566 votants sur 14 516 inscrits) contre 39,37 % au niveau départemental. À l'issue de ce premier tour, deux binômes sont en ballottage : Ludovic Gouyette et Nadège Langlais (Union à gauche, 41,59 %) et Pierre Delourme et Marie-Hélène Reignier (DVC, 17,59 %).
Le second tour des élections est marqué une nouvelle fois par une abstention massive équivalente au premier tour. Les taux de participation sont de 34,3 % au niveau national, 40,31 % dans le département et 31,89 % dans le canton de Saint-Brieuc-2. Ludovic Gouyette et Nadège Langlais (Union à gauche) sont élus avec 62,62 % des suffrages exprimés (2 697 voix pour 4 631 votants et 14 521 inscrits),,.

## Composition
| Nom                                  | Code Insee | Intercommunalité                    | Superficie (km2) | Population (dernière pop. légale)                | Densité (hab./km2) | Modifier                                    |
| ------------------------------------ | ---------- | ----------------------------------- | ---------------- | ------------------------------------------------ | ------------------ | ------------------------------------------- |
| Saint-Brieuc (bureau centralisateur) | 22278      | CA Saint-Brieuc Armor Agglomération | 21,88            | Fraction : 22 226 (2022) Commune : 44 607 (2022) | 2 039              | modifier les données · modifier les données |
| Canton de Saint-Brieuc-2             | 2225       |                                     |                  | 22 226 (2022)                                    |                    | modifier les données                        |

Le canton de Saint-Brieuc-2 comprend  la partie de la commune de Saint-Brieuc non incluse dans le canton de Saint-Brieuc-1.

## Démographie
En 2022, le canton comptait 22 226 habitants, en évolution de −3,01 % par rapport à 2016 (Côtes-d'Armor : +1,78 %, France hors Mayotte : +2,11 %).
| 2013   | 2018   | 2022   |
| ------ | ------ | ------ |
| 23 159 | 22 321 | 22 226 |